# Гладчук, Антонина Фёдоровна
Антонина Фёдоровна Гладчук — советский хозяйственный, государственный и политический деятель, Герой Социалистического Труда.

## Биография
Родилась в 1933 году. Член ВКП(б) с 1964 года.
С 1948 года — на хозяйственной, общественной и политической работе. В 1948—1984 гг. — колхозница, звеньевая колхоза «Ленинский шлях» Млиновского района Ровненской области.
Указом Президиума Верховного Совета СССР от 31 декабря 1965 года присвоено звание Героя Социалистического Труда с вручением ордена Ленина и золотой медали «Серп и Молот».
Избиралась депутатом Верховного Совета СССР 6-го, 7-го, 8-го, 9-го, 10-го созывов.